# Jare Henrik Tiihonen
| Recensione                 | Giudizio |
| -------------------------- | -------- |
| Findance.com/Antti Niemelä |          |
| Stara.fi                   |          |

Jare Henrik Tiihonen (JHT) è il quinto album di studio del rapper finlandese Cheek, pubblicato il 13 maggio 2009 attraverso la Rähinä Records. Per la realizzazione dell'album hanno dato un contributo Elastinen, MMEN, Joonas Jylhä, Coach Beats ja MGI, J. Ahola dei Teräsbetoni ed Entwine dei Lord Est.
Dall'album sono stati estratti tre singoli, Jos mä oisin sä, Mitä tänne jää e Viihdyttäjä/Tytöt come singolo promozionale.
L'album è diventato disco d'oro in Finlandia per aver venduto oltre 10000 copie.

## Tracce
1. Mitä tänne jää
2. Fresh (feat. Sini)
3. Jos mä oisin sä
4. Kaikki hyvin (feat. Lord Est)
5. Tytöt (feat. Herrasmiesliiga)
6. Haurasta (feat. Tasis)
7. Viihdyttäjä
8. Pelkkää puhetta
9. Kaltevaa pintaa (feat. Sami Saari)
10. Jare Henrik Tiihonen
11. Herrasmiesliiga (feat. Herrasmiesliiga e Mika Tauriainen)
12. Jää (feat. J. Ahola)

## Produttori
- MMEN: brani 1, 3 e 7[1]
- MGI: brani 2, 4, 5, 8 e 11[6]
- Joonas Jylhä: brano 6[2]
- Elastinen brani 9 e 12[3]
- Coach Beats: brano 10[1]

## Classifica
| Classifica | Massima posizione |
| ---------- | ----------------- |
| Finlandia  | 1                 |